# Aegialia knighti
Aegialia knighti är en skalbaggsart som beskrevs av Gordon och Rust 1997. Aegialia knighti ingår i släktet Aegialia och familjen Aegialiidae. Inga underarter finns listade i Catalogue of Life.